# Taijó to kimi ga egaku Story
A Taijó to kimi ga egaku Story (太陽と君が描くSTORY, ’A történet, amit te és a Nap rajzolt’) a Scandal japán együttes hatodik nagykiadós kislemeze (összességében a kilencedik), egyben a Temptation Box című stúdióalbumuk második kislemeze. A dalok szövegeit Tomomi, Tanaka Hidenori, Aki Jóko és Tadzsika Juicsi írta.
A korong a tizedik helyen mutatkozott be az Oricon slágerlistáján a 12 359 eladott példányával. A lemezből összesen 16 027 példány kelt el Japánban. A Billboard Hot 100 listáján a huszonkettedik, míg a Hot Singles Sales listáján tizenkettedik helyezést érte el.

## Megjelenése a médiában
A kislemez címadó dala a Nacu Sacas 2010 Akaszaka Big Bang és az Ucunomija hanabi taikai 2010 című tűzijátékok témazenéje volt, míg a Koshi-Tantan a Loups=Garous animációs film betétdalaként volt hallható.

## Számlista
| CD (ESCL-3449) | CD (ESCL-3449)                                                                   | CD (ESCL-3449)                | CD (ESCL-3449)  | CD (ESCL-3449)                  | CD (ESCL-3449) | CD (ESCL-3449) | CD (ESCL-3449) | CD (ESCL-3449) | CD (ESCL-3449) |
| #              | Cím                                                                              | Dalszöveg                     | Zene            | Hangszerelő                     | Hossz          |                |                |                |                |
| -------------- | -------------------------------------------------------------------------------- | ----------------------------- | --------------- | ------------------------------- | -------------- | -------------- | -------------- | -------------- | -------------- |
| 1.             | Taijó to kimi ga egaku Story (太陽と君が描くSTORY)                               | Ogava Tomomi, Tanaka Hidenori | Tanaka Hidenori | Fudzsii Takesi, Kavagucsi Keita | 4:00           |                |                |                |                |
| 2.             | Koshi-Tantan                                                                     | Aki Jóko, Scandal             | Nisikava Nigiki | Nisikava Nigiki                 | 3:35           |                |                |                |                |
| 3.             | Switch (スイッチ)                                                                | Ogava Tomomi, Tadzsika Juicsi | Tadzsika Juicsi | Kavagucsi Keita                 | 4:07           |                |                |                |                |
| 4.             | Taijó to kimi ga egaku Story (Instrumental) (太陽と君が描くSTORY (Instrumental)) | –                             | Tanaka Hidenori | Fudzsii Takesi, Kavagucsi Keita | 3:56           |                |                |                |                |
| 15:38          |                                                                                  |                               |                 |                                 |                |                |                |                |                |